# Institutionnalisation
Le terme institutionnalisation est largement utilisé dans les théories sociales pour désigner le processus de placement de quelque chose (par exemple, un concept, un rôle social, une valeur particulière ou un mode de comportement) dans une organisation, un système social ou une société dans son ensemble.  
Le terme est également utilisé dans le contexte du mouvement de désinstitutionnalisation pour désigner le placement d'une personne particulière dans un établissement, tel qu'un établissement de soins de santé mentale. Le terme « institutionnalisation » a des connotations négatives en ce qui concerne le traitement des personnes vulnérables et les dommages causés aux personnes vulnérables par l'application oppressive ou corrompue de systèmes rigides de contrôle social, médical ou juridique par des organisations publiques, privées ou à but non lucratif. 
Le terme « institutionnalisation » est également utilisé dans un sens politique pour être appliqué à la création ou à l'organisation d'institutions gouvernementales ou de certains organes chargés de la mise en œuvre des politiques, dans le domaine du bien-être ou du développement, par exemple. 

## Institutions en santé mentale selon Goffman
Les caractéristiques distinctives de ces institutions étaient fréquemment, mais pas exclusivement:
- dortoirs communs
- cuisines et salles à manger communes
- emplacements ruraux et isolés
- restrictions à la liberté et aux biens personnels
- uniformes
- régimes oppressifs et autoritaires
- systèmes stricts de règles et codes de conduite
- des conseils de visiteurs ou de fiduciaires, généralement issus des rangs des classes moyennes supérieures, les soi-disant «grands et bons»
- systèmes hiérarchiques de gestion
- fréquentation religieuse obligatoire
- implication des détenus comme travail non rémunéré ou mal rémunéré en échange de petits privilèges
- abus généralisé des droits de l'homme, de la dignité
- séparation rigide des sexes
- dépendance excessive aux médicaments et aux contraintes physiques